# هایکو اسپورتیو
شرکت هایکو اسپورتیو (آلمانی: HEICO SPORTIV) به عنوان اولین و تنها شرکت خصوصی تیونینگ خودروهای سواری ولوو (سوئدی: VOLVO) در دنیا، وایتراشتات (آلمانی: Weiterstadt) در نزدیکی فرانکفورت (آلمانی: Frankfurt)در آلمان از سال ۱۹۹۹ مشغول به فعالیت است و همچنین به عنوان تولیدکننده اتومبیل در آلمان ثبت شده‌است و مجاز به تولید خودرو با شماره شاسی خود می‌باشد. هایکو اسپورتیو تا سال ۲۰۱۶ دارای تیم مسابقه خود بوده.

## تاریخچه
شرکت هایکو اسپورتیو با مسئولیت محدود در اول سپتامبر سال ۱۹۹۹ تأسیس شد و به سرعت به پیشروترین تأمین کننده لوازم جانبی ولوو تبدیل شد. Heico Sportiv همه محصولات را در داخل تولید می‌کند و آنها را تولیدکنندگان معروف تجهیزات اصلی تولید می‌کنند. محصولات از طریق فروشندگان ولوو و شرکای مستقل در بیش از ۴۰ کشور به فروش می‌رسند. Heico Sportiv از سال ۱۹۹۸ عضو VDAT (انجمن تیونرهای اتومبیل e.V) است.

## محبوب‌ترین خودروها
هایکو اسپورتیو از سال ۲۰۰۱ با اجرای وسایل نقلیه مفهومی و سری‌های ویژه به رسمیت شناختن بین‌المللی رسیده‌است. در سال ۲۰۰۵ این شرکت "HEICO HS4 ODIN"، اولین وسیله نقلیه کامل خود را که مبتنی بر ولوو S40 بود، ارائه داد، اتومبیل سوپرتست در پیست اتومبیلرانی Oschersleben حتی سریعترین وسیله نقلیه محرک جلو در تمام زمان‌ها بود. در سال 2006 "HEICO HS3 THOR" (پایگاه ولوو C30 T5) به نمایندگی از ولوو اتومبیل از آمریکای شمالی، و در سال 2007 "HEICO HS8 مفهوم عملکرد بالا" (پایه ولوو S80 T6) و "HEICO HS3 T5" از طرف شرکت اتومبیل ولوو ”(Volvo C30 T5 Basis) با فضای داخلی نارنجی چشم نواز. این وسایل نقلیه مخصوصاً برای نمایشگاه SEMA در لاس وگاس ساخته شده‌اند. در سال ۲۰۱۰ مدلهای محدود محدود ولوو S60 T6 و ولوو V70 T6 توسط هایکو اسپورتیو (هر کدام ۱۰۰ دستگاه) برای ولوو اتومبیل آلمان، در سال ۲۰۱۳ ولوو V40 Sport200 Edition برای ولوو اتومبیل (شوئیز) AG دنبال شدند. هایکو اسپورتیو همچنین کار پروژه ای را برای Volvo Cars Special Vehicle انجام داده‌است. سال ۲۰۱۳ مجهز به ولوو V40 T5 "HPC" مجهز به پیشرانه تمام چرخ و ۳۵۰ اسب بخار شد. در سال ۲۰۱۷، Heico Sportiv برای اولین بار با کیت عملکردی برای ولوو S60 و V60 Polestar، قدرت ۴۰۰ اسب بخار را شکست.